# タクパ・オーセル
タクパ・オーセル（Grags pa 'od zer、1246年 - 1303年）は、チベット仏教サキャ派の仏教僧。大元ウルスにおける5代目の帝師を務めた。
漢文史料の『元史』では乞剌思八斡節児（qǐlàsībā wòjiéér）と表記される。

## 概要
『フゥラン・テプテル』によると、タクパ・オーセルはサキャ派の分派の一つのカンサルパのタクギェルの息子であったという。タクパ・オーセルは当初「パクパの宝庫の長」になったが、パクパの甥のダルマパーラ・ラクシタに随行して大元ウルスの朝廷に入った。タクパ・オーセルの帝師就任時期について、『元史』本紀にはセチェン・カアン（世祖クビライ）の治世末期の至元28年（1291年）と、オルジェイトゥ・カアン（成宗テムル）の即位直後の至元31年（1294年）の2箇所に「帝師と為った」という記述がある。『仏祖歴代通載』や『フゥラン・テプテル』といった諸史料は一致してタクパ・オーセルがクビライに仕えたと伝えることから正確な帝師就任時期は至元28年（1291年）で、至元31年（1294年）はカアン（皇帝）の代替わりにともなって改めて帝師に任じられた年であると考えられる。
タクパ・オーセルは歴代帝師の中でも特に在任期間が長く、記録も多い人物である。『元史』釈老伝によるとオルジェイトゥ・カアンが即位した際には特に宝玉の五方仏冠を造らせて与え、元貞元年（1295年）には「大元帝師統領諸国僧尼中興釈教之印」と刻ませた双龍盤紐白玉印を与えたという。また、『仏祖歴代通載』には大徳6年（1302年）に真覚国師を推薦して大万聖祐国寺に往かせたとの記載もあり、中国仏教界にも顔が広かったようである。以上の点から、タクパ・オーセルは歴代帝師の中でも相当高徳の人物であったと評されている。
タクパ・オーセルは『元史』釈老伝によると大徳7年（1303年）に亡くなったとされ、またチベット語史料によると58歳で逝去したという。タクパ・オーセルの死後は先代帝師イェシェー・リンチェンの弟のジャムヤン・リンチェン・ギェンツェンが後を継ぎ、帝師の座は再びシャル（Shar/東）派に移った。